# Astroamateur
Astroamateur ist eine frühere Publikationsreihe des VEB Zeiss Jena, worin der ostdeutsche Optik- und feinmechanische Betrieb seit etwa 1960 sein Produktionsprogramm (insbesondere Teleskope, Zusatzgeräte und Montierungen) für Sternfreunde, Geodäten und Volkssternwarten veröffentlichte.
Die Amateurastronomie hatte in der DDR einen großen politischen Stellenwert, weshalb "Ost-Zeiss" seinen Werkskatalog sehr aufwändig ausstattete – mit etwa 200 Seiten und großformatigen Bildern. Der letzte "Astroamateur" erschien in den 1980er Jahren.
Astroamateur ist auch eine Publikation über Fernrohr-Selbstbau, Beobachtungsmöglichkeiten und -Probleme, welche die Schweizerische Astronomische Gesellschaft in ihrer Schriftenreihe herausgab. Die erste Auflage (140 S.) erschien 1962 im Rascher-Verlag Zürich unter der Redaktion von Hans Rohr und Robert Naef.